# Няньки (фильм, 2007)
«Няньки» (англ. The Babysitters) — американский независимый фильм-драма режиссёра и сценариста Дэвида Росса. Премьера фильма состоялась 11 сентября 2007 года на МКФ в Торонто, в американский прокат он вышел 9 мая следующего года.

## Сюжет
Ширли, выпускница средней школы, подрабатывает няней, дабы заработать на учёбу в колледже. Ей нравится Майкл, отец её подопечных. Однажды она соблазняет Майкла, и тот в знак благодарности повышает её гонорар. Это становится началом нового бизнеса для девушки. 

## В ролях
- Кэтрин Уотерстон — Ширли
- Джон Легуизамо —  Майкл Бельтран
- Синтия Никсон — Гейл Бельтран
- Энди Комо — Джерри
- Александра Даддарио — Барбара
- Лорен Биркелл — Мелисса Роуэн
- Энн Дауд — Тамми
- Хэлли Гросс — Надин
- Адам ЛеФевр — мистер Браун
- Джэнсен Панеттьери — Мики Бельтран
- Спенсер Трит Кларк — Скотт Мирал
- Бриджет Риган — Тина Тачман

## Музыка
Официального релиза саундтрека не было. В фильме прозвучали:
- «The New Science» — Ola Podrida
- «Too Many Stars» — Let’s Go Sailing
- «21 People» — Eugene
- «Party Hard» — The Perceptionists
- «What What» — Eric V. Hachikian
- «Chedda» — Big City
- «Disaster» — The Besnard Lakes
- «Wild Winter» — Anubian Lights
- «Ping Pong» — Operator Please
- «Red Tandy» — Mother Hips
- «On the Road» — The Bossmen
- «Sap» — The Freakwater
- «Bye Bye Bye» — Sia и Chad Fischer
- «Losing Sleep» — Social Club Misfits